# Snövit gaffelsvans
Snövit gaffelsvans (Furcula bicuspis) är en fjärilsart som beskrevs av Moritz Balthasar Borkhausen 1790. Snövit gaffelsvans ingår i släktet Furcula och familjen tandspinnare. Arten är reproducerande i Sverige. Inga underarter finns listade i Catalogue of Life.

## Bildgalleri

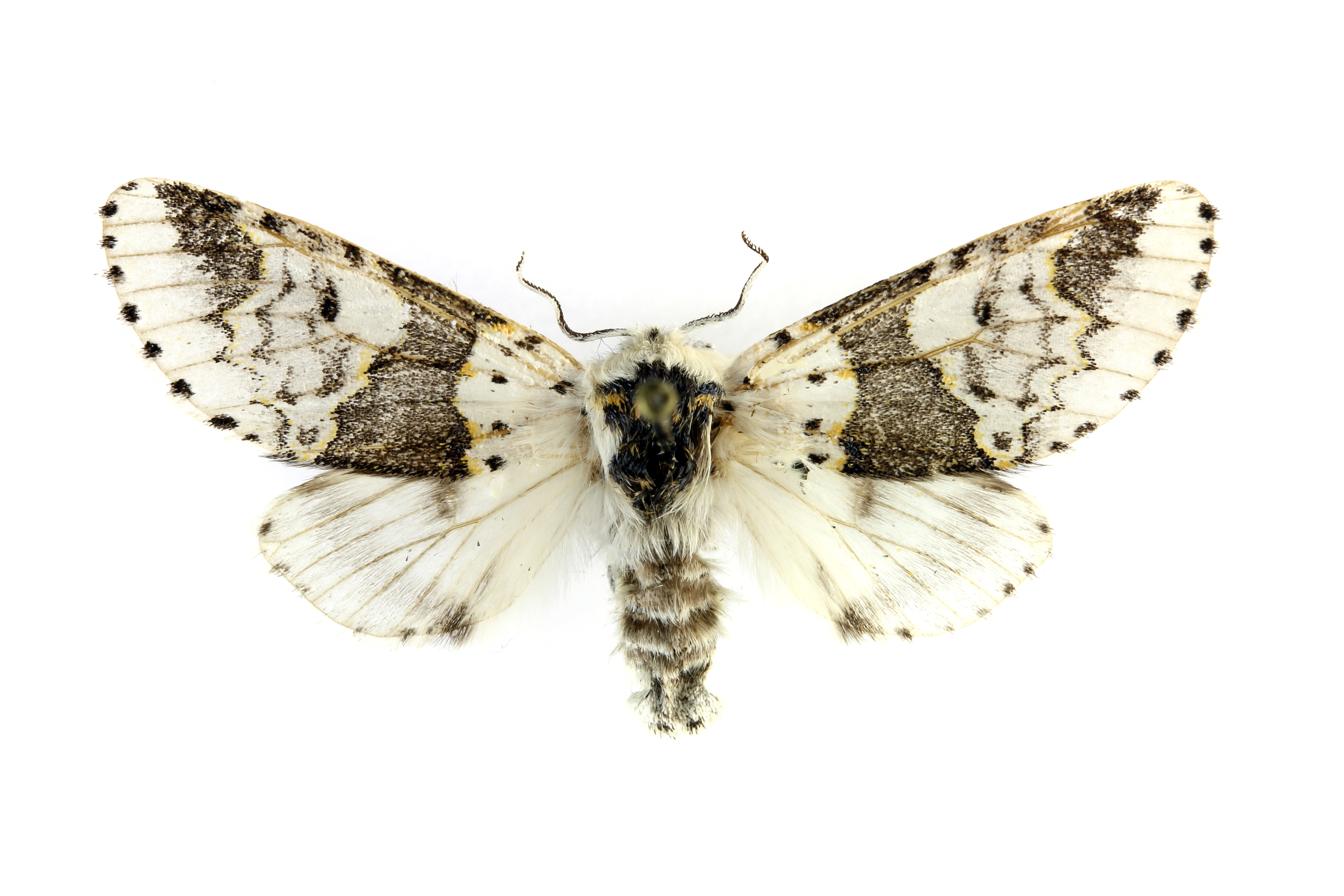
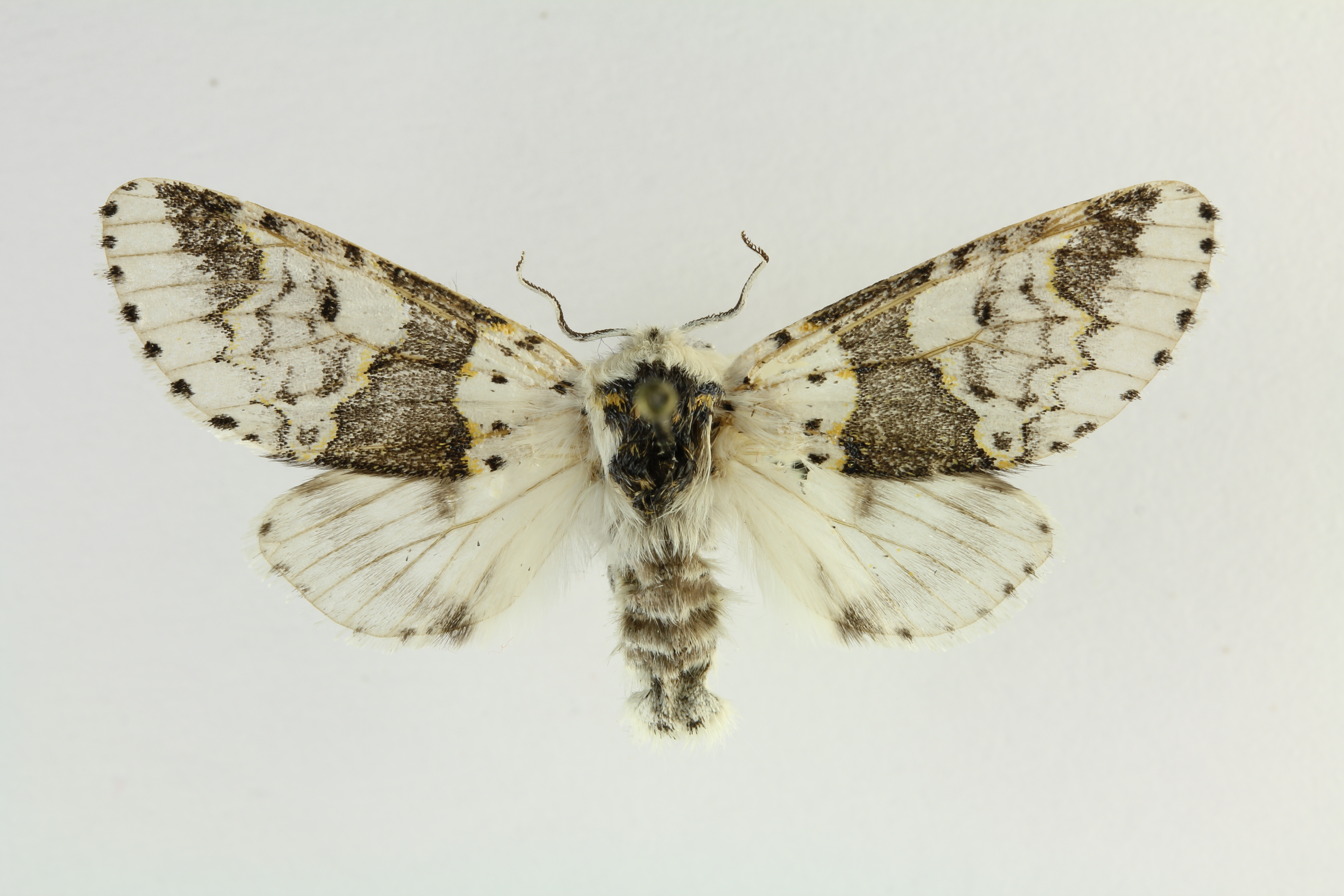
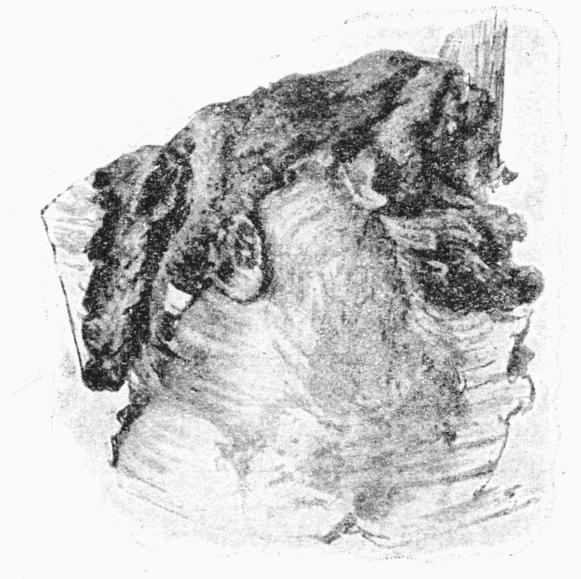
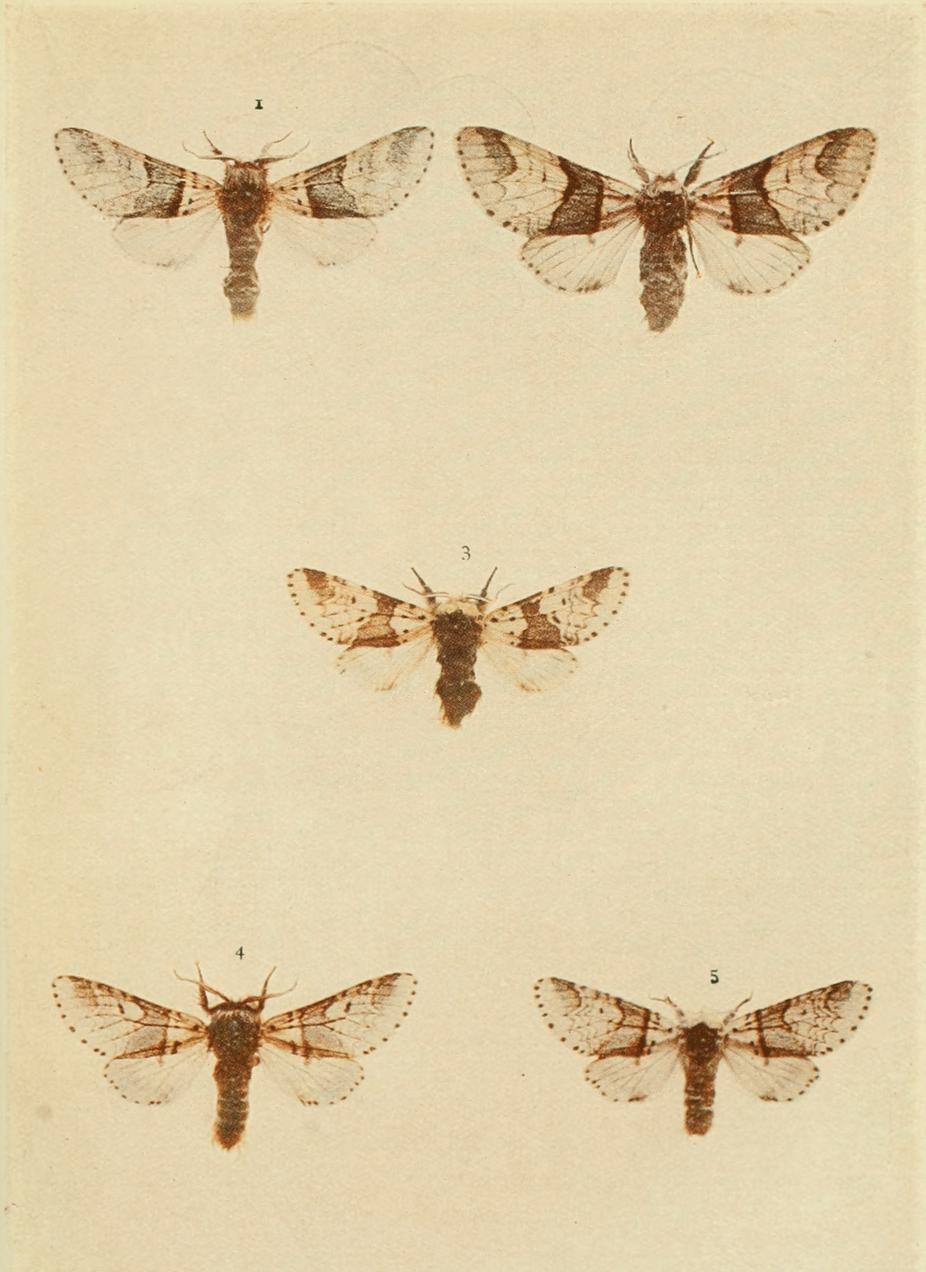